# Ново-Ямська
Ново-Ямська (рос. Ново-Ямская) — присілок в Старицькому районі Тверської області Російської Федерації.
Населення становить 503 особи. Входить до складу муніципального утворення Ново-Ямське сільське поселення.

## Історія
Від 2005 року входить до складу муніципального утворення Ново-Ямське сільське поселення. Раніше населений пункт належав до Ново-Ямського сільського округу.

## Населення
| 1859 | 1997 | 2002 | 2010 |
| ---- | ---- | ---- | ---- |
| 225  | ↗727 | ↘485 | ↗503 |